# Ла-Танья
Ла-Танья (фр. La Tania) — горнолыжный курорт в Альпах, расположенный на юго-востоке Франции, в коммуне Ля Перрьер, департамента Савойя региона Овернь — Рона — Альпы.
Ла-Танья находится между горнолыжными курортами Мерибель (5 км) и Куршевель (2 км) на границе национального парка Вануаз и относится к региону катания Три Долины — самому большому региону катания в мире.
Курорт расположен на высоте 1400 метров. Горнолыжный сезон длится с середины декабря по конец апреля. Летний сезон: начало июля — конец августа.

## История
Ла-Танья — самый «молодой» горнолыжный курорт Трёх Долин, созданный для размещения спортсменов и журналистов Зимних Олимпийских игр 1992 г. в Альбервиле.
Название «Ла-Танья» (фр. La Tania) происходит от имени одной из двух деревушек — La Tagna и Formier, из которых и вырос курорт. La Tagna на савойском наречии означает «медвежья берлога»: раньше в долине Тарантез водились медведи, но они исчезли в 30-е гг., без сомнения, не без влияния местных жителей, которые видели в них угрозу сельскому хозяйству.
Официальное открытие станции состоялось 22 декабря 1990 года. Архитектор — Жак Лабро, спроектировавший также Аворья.

## Регион катания
- Перепад высот: 1100/2732 м
- Подъёмников: 174
- Снежных пушек: 1920
- Трасс с искусственным снегом: 43 %
- Количество лыжных трасс: 318 (30 чёрных, 108 красных, 129 синих, 51 зелёная)
- Общая протяжённость трасс: более 600 км
- Общая протяженность трасс для беговых лыж: 118,55 км (из них 26,5 км в самой Ла-Танье)

## События
Лето
- Les 3 Vallées Tout Terrain — 3 и 4 июля, 20-километровый спуск на горных велосипедах и 80-км велосипедный марафон;
- La fête des bucherons — 15 августа, соревнования лесорубов;

Зима
- Valkyrie Fest — 6 марта, соревнования по фристайлу и фрирайду;
- X-Wing Rally Трех Долин — 5 апреля.

## Расстояния
Париж — 640 км; Лион — 190 км; Женева — 130 км; Шамбери — 90 км; Мерибель — 5 км; Куршевель — 2 км.

## Как добраться
- На самолете:

Ближайшие аэропорты: Лионский аэропорт имени Сент-Экзюпери (190 км), Международный аэропорт Женева (130 км), Шамбери (90 км).
- На машине:

Трасса А43 до Альбервиля, затем N90 до Мутье и далее по направлению к Куршевелю. В Куршевель 1300 повернуть налево и продолжать движение в направлении Ла-Танья. Информация о состоянии дорог.
- На поезде:

Станция Мутье (фр. Moûtiers) — 25 км от Ла-Таньи.

## Ля Танья летом

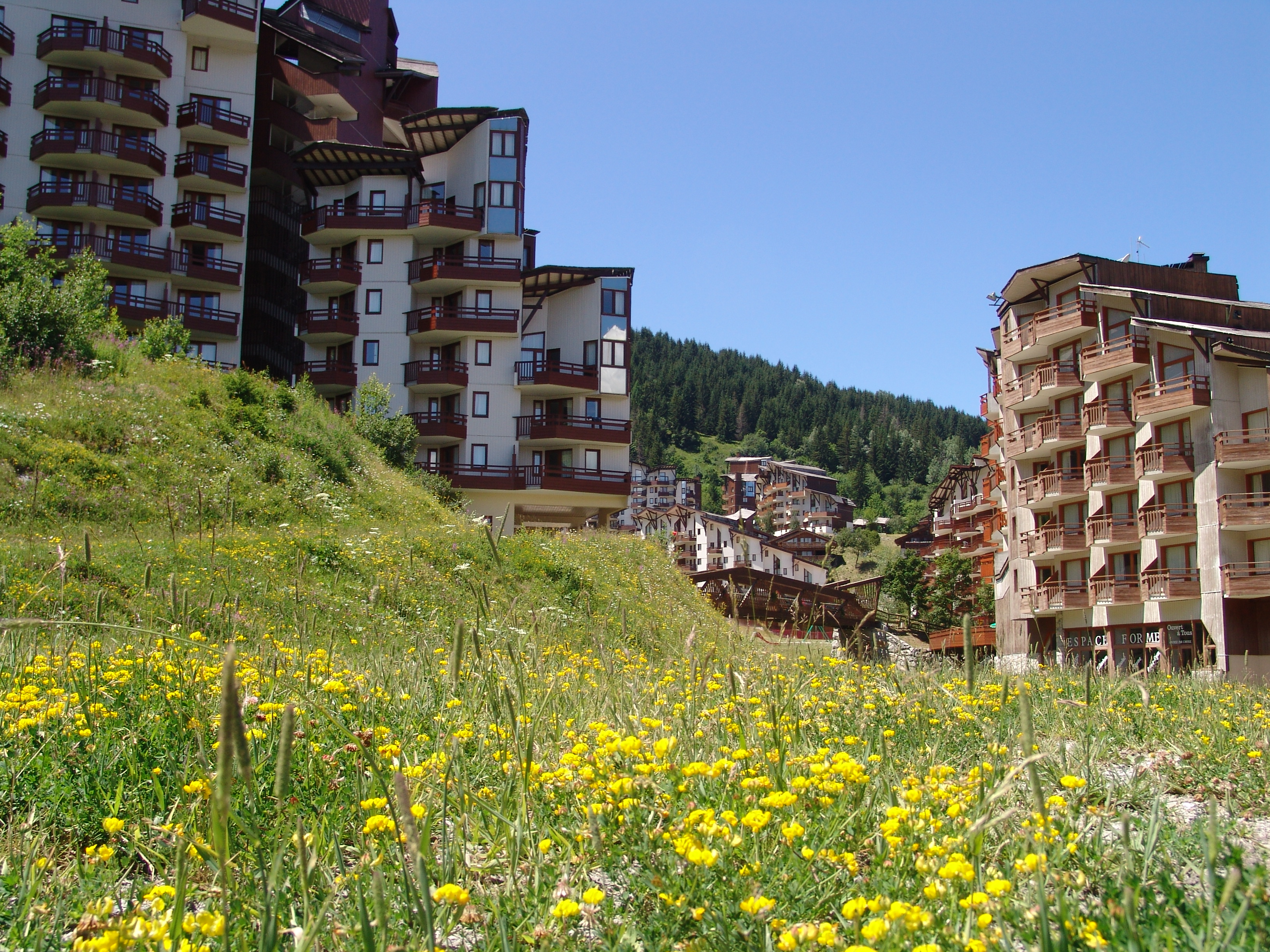
Ля Танья летом
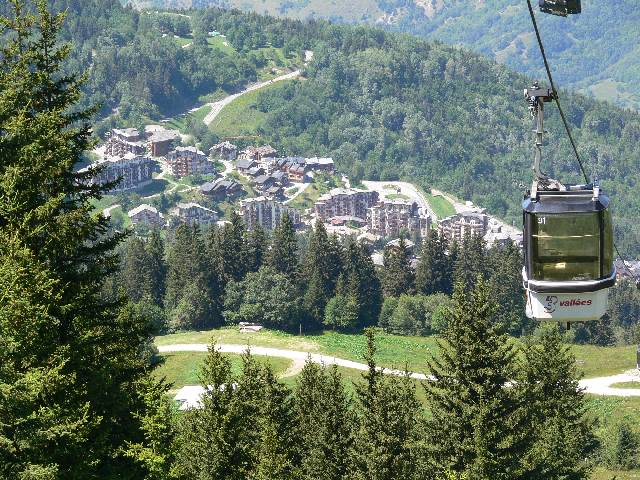
Подъёмник Ля Таньи
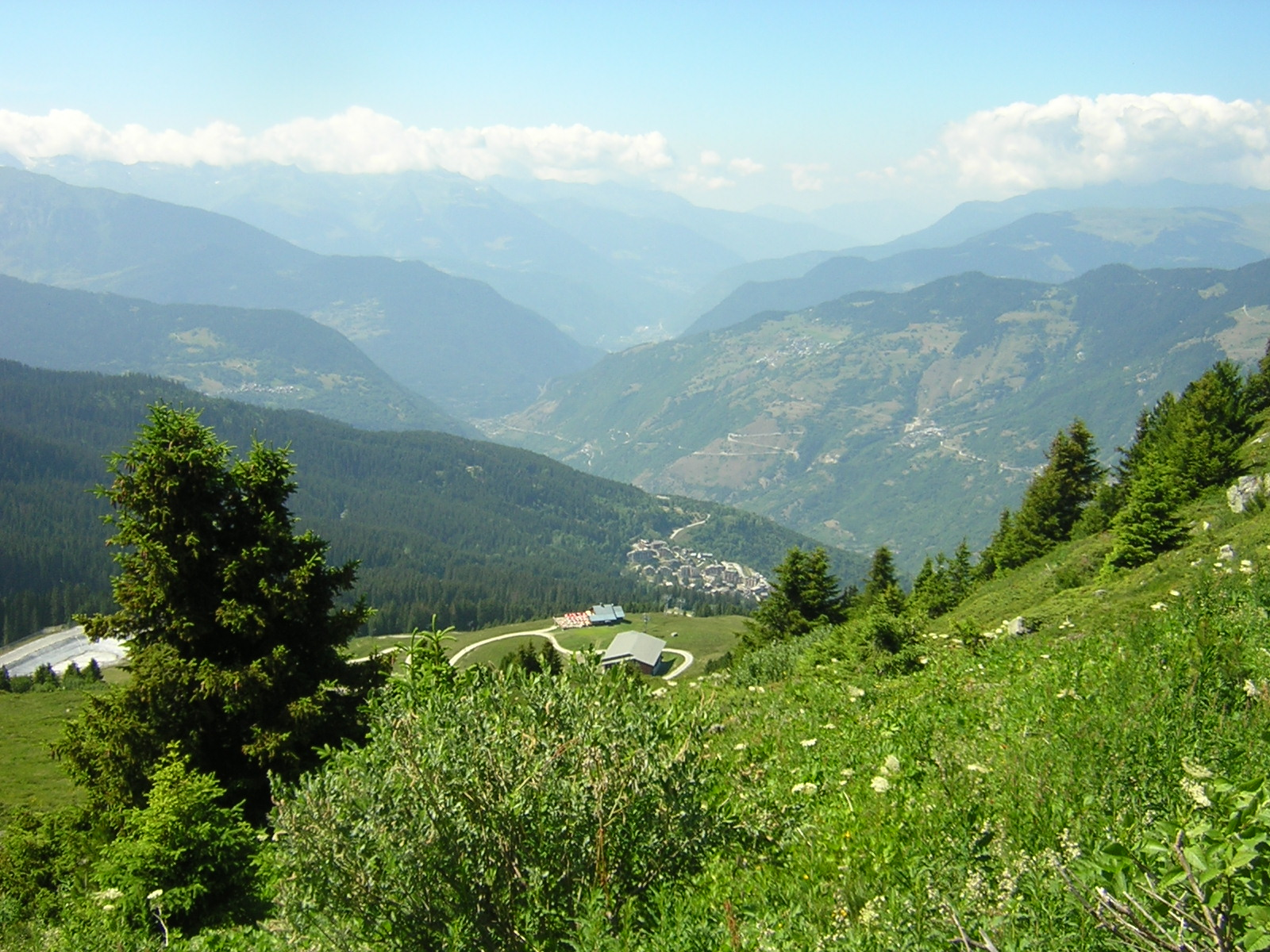
Вид с перевала col de la Loze